# Elefante do deserto
Elefantes do deserto ou elefantes adaptados ao deserto não são uma espécie distinta de elefante, mas são elefantes-da-savana africanos (Loxodonta africana) que vivem nos desertos do Namibe e do Saara, na África. Houve um tempo em que eles eram classificados como uma subespécie do elefante africano, mas esse não é mais o caso. Os elefantes do deserto já foram mais comuns na África do que são hoje e atualmente são encontrados apenas na Namíbia e no Mali. Eles tendem a migrar de um bebedouro para outro seguindo rotas tradicionais que dependem da disponibilidade sazonal de alimentos e água. Eles estão sob pressão da caça ilegal e das mudanças no uso da terra pelo homem.

## Características
O elefante do deserto é um pouco maior que o elefante da savana. Os machos medem entre 6 e 8 metros de comprimento, 3 a 4,5 metros na cernelha e pesam entre 6 e 8,5 toneladas, enquanto as fêmeas medem entre 5 e 6 metros de comprimento, 2,5 e 3,5 metros na cernelha e pesam entre 3 e 4,75 toneladas.
Os elefantes do deserto têm pernas mais longas que os outros elefantes. Os cientistas supõem que isso se deve ao fato de caminharem mais rápido porque precisam percorrer distâncias maiores para encontrar água. Os elefantes do deserto são mamíferos relativamente rápidos para seu peso, pois podem atingir velocidades de até 40km/h em curtas distâncias.

## Namíbia

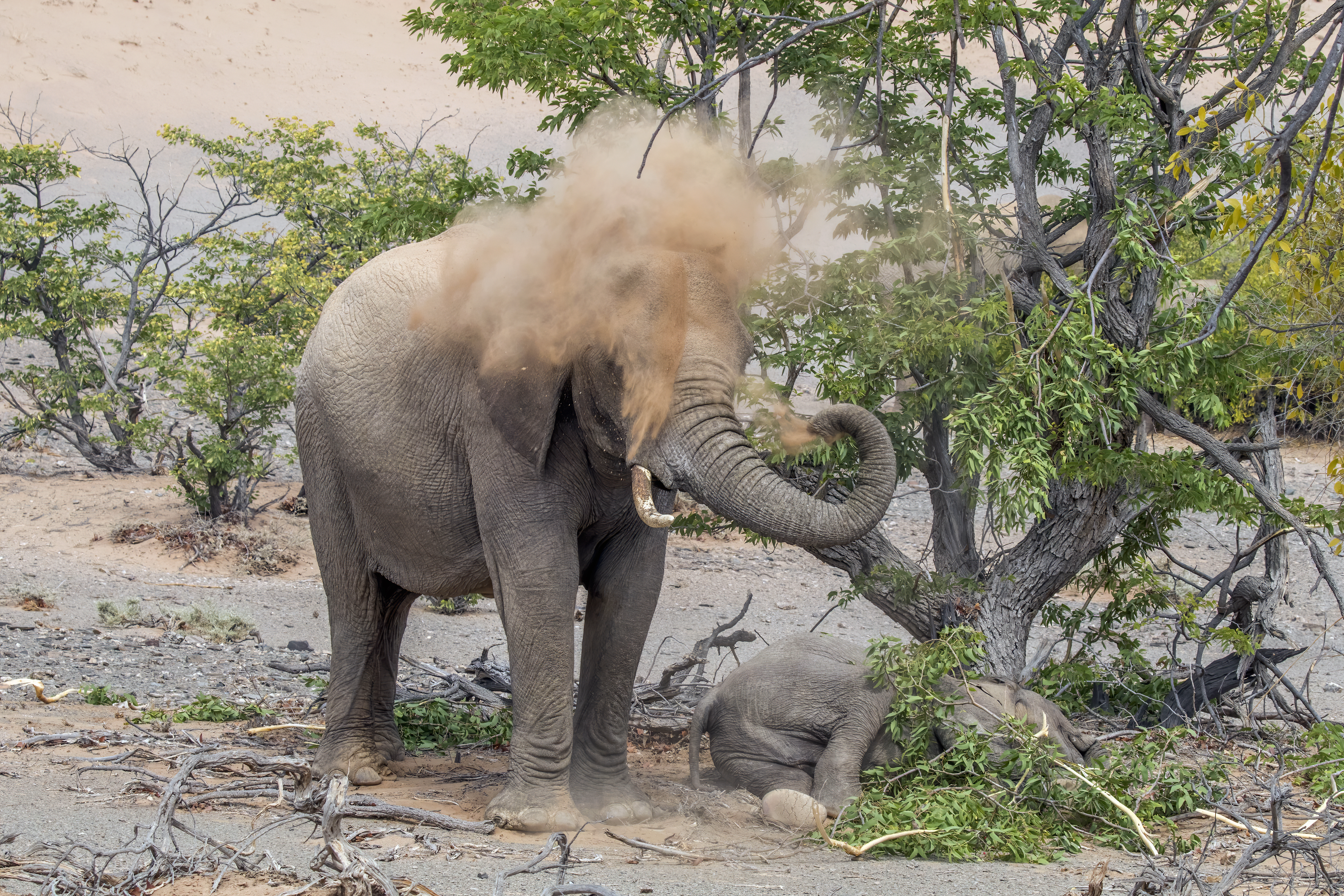
Fêmea borrifando areia para se refrescar enquanto protege seu filhote em Damaraland, na Namíbia.

A região de Kunene, no noroeste da Namíbia, é uma área constituída principalmente por deserto arenoso, montanhas rochosas e planícies pedregosas que cobre aproximadamente 115.154km². Os elefantes tradicionalmente viveram nesta região e no início do século XX, havia cerca de 3.000 deles na região de Kunene. Na década de 1980, o seu número diminuiu drasticamente, mas desde então foram implementadas medidas de conservação e, em 2013, o número de elefantes aumentou para cerca de 600. Em 1995-1996 houve boas chuvas na Namíbia e os elefantes estenderam a sua área de distribuição para sul até ao rio Ugab.
Os elefantes do deserto estavam ausentes da região sul de Kunene durante a Guerra de Independência da Namíbia. Eles se mudaram para o norte em busca de segurança, retornando ao rio Ugab em meados da década de 1990, época em que muitos povos indígenas já haviam se estabelecido na área após a independência da Namíbia. Muitos destes novos residentes não tinham experiência de viver com elefantes selvagens.
Na região do rio Hoanib, os elefantes machos têm presas, mas cerca de um terço das elefantes fêmeas não têm presas. Os elefantes machos adultos do deserto geralmente são solitários e vagam por grandes áreas. Um deles foi registrado viajando entre o Parque Nacional da Costa dos Esqueletos e o Parque Nacional de Etosha em poucos meses. Outros machos ocasionalmente se mudavam para a área vindos de regiões mais bem irrigadas do leste. Os grupos familiares em que a maioria dos elefantes do deserto viaja são pequenos e geralmente consistem de uma elefanta e seus filhotes ou duas irmãs e seus filhotes dependentes. Eles tendem a ficar perto de rios efêmeros, onde há maior disponibilidade de alimentos. Alguns grupos residem no vale do rio Hoarusib e apenas um grupo permanece permanentemente perto do rio Hoanib, enquanto outros grupos se movem entre os dois, uma distância de cerca de 70 quilômetros. Eles geralmente fazem a caminhada em uma noite, quando a temperatura é mais amena do que durante o dia. Em certas épocas do ano, eles se deslocam para o interior por trilhas tradicionais estreitas até áreas montanhosas em busca de arbustos de mirra (Commiphora spp.), que parecem ser um alimento preferido.

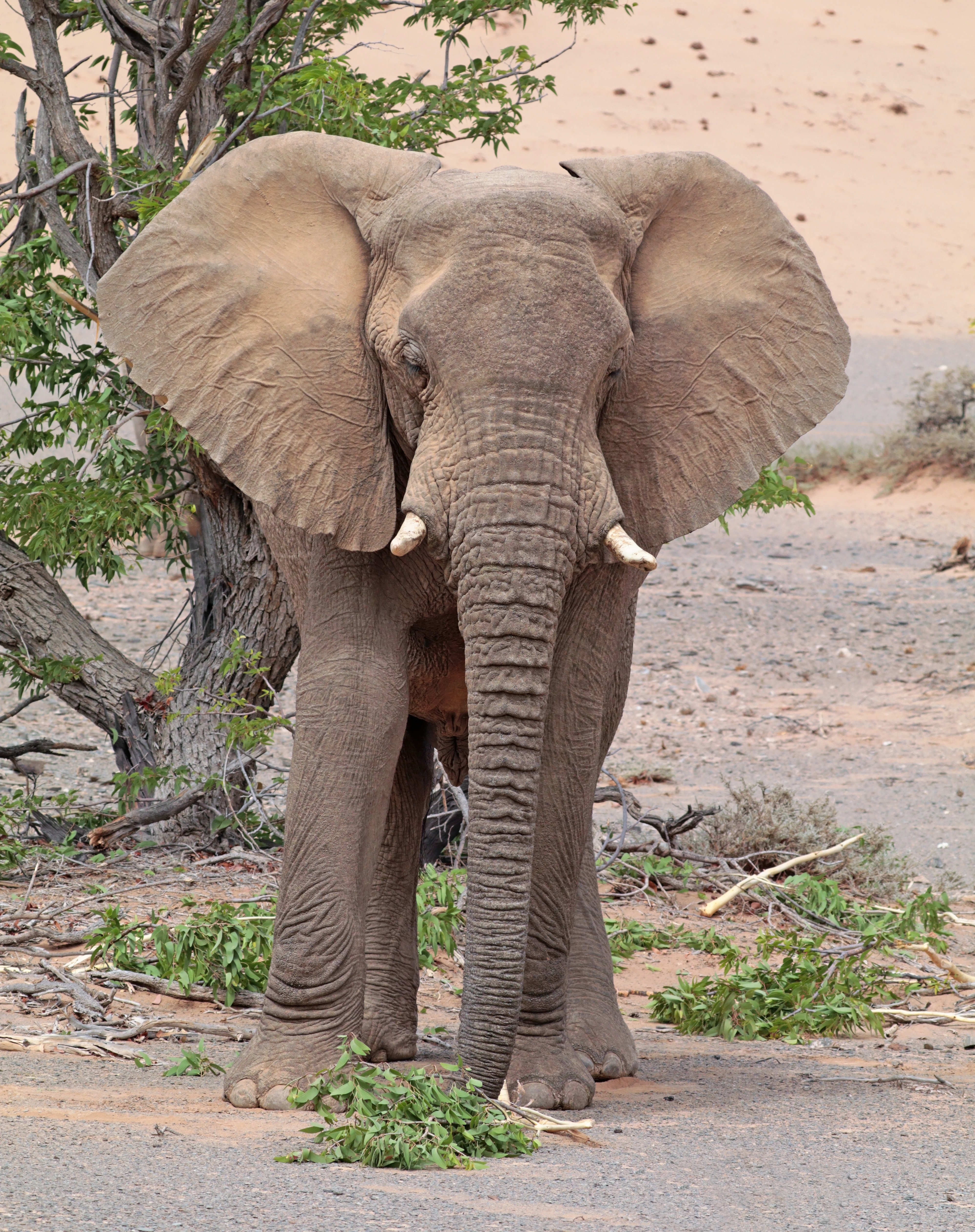
Macho.
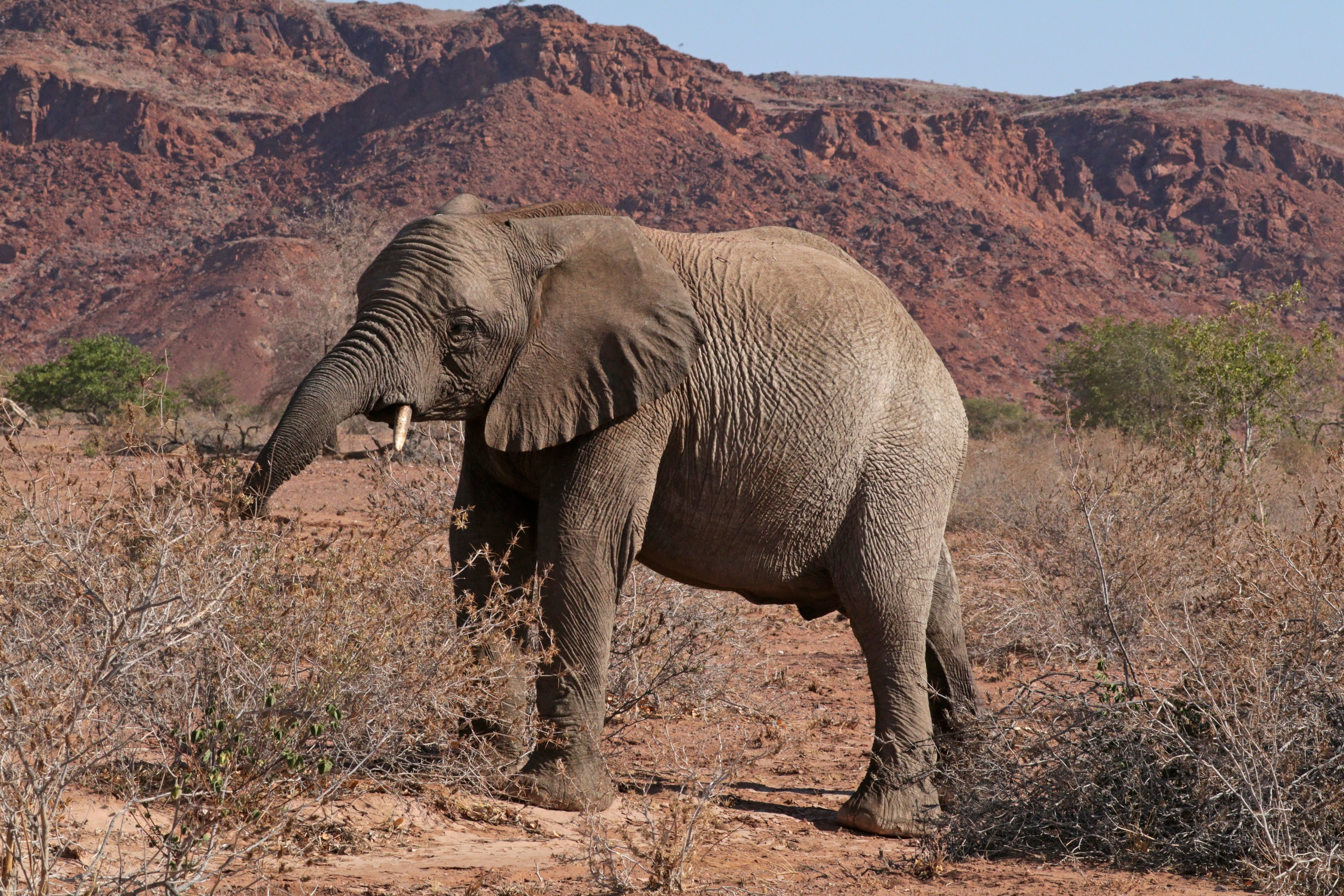
Fêmea jovem.
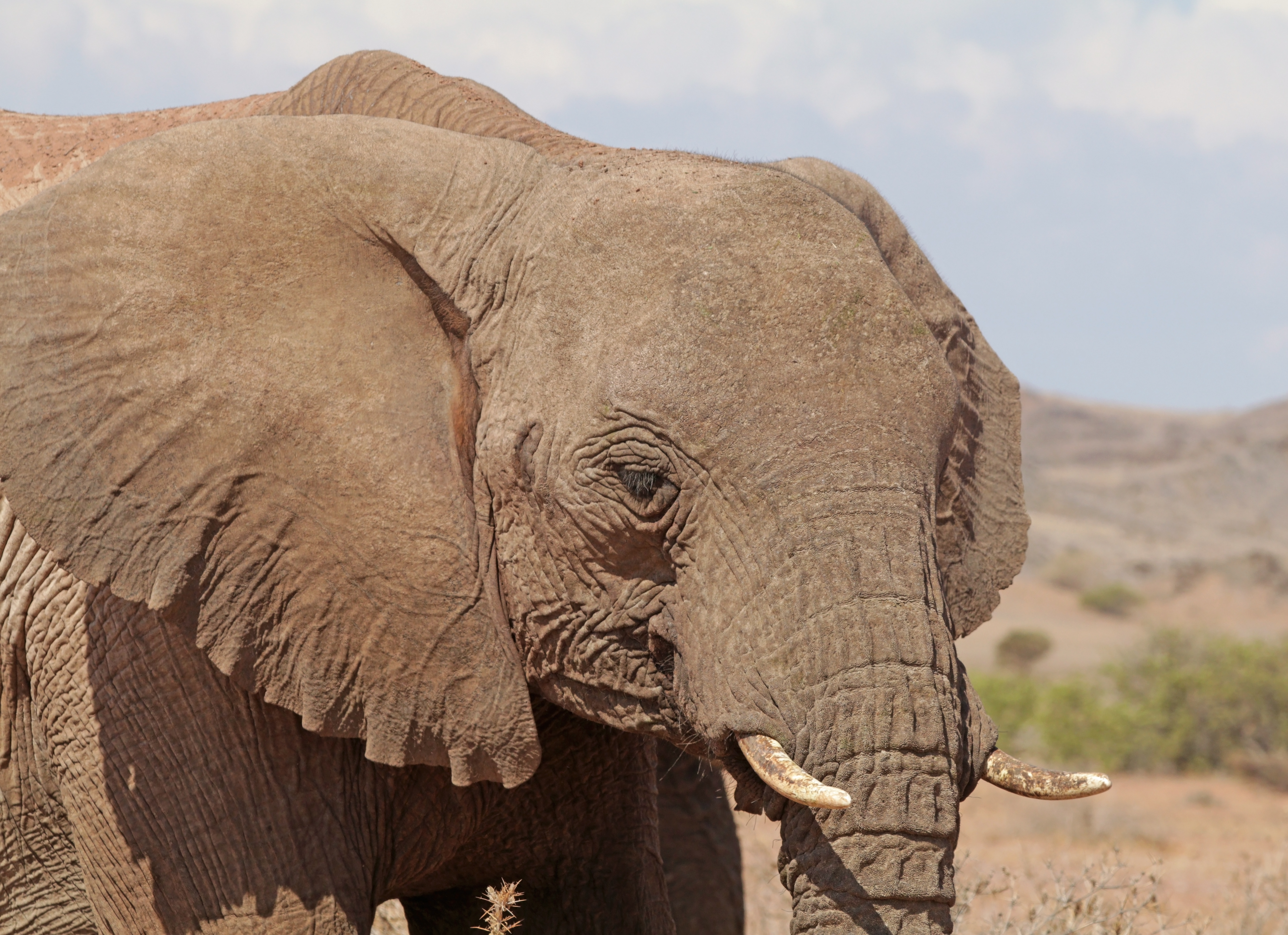
Fêmea, detalhe da cabeça.
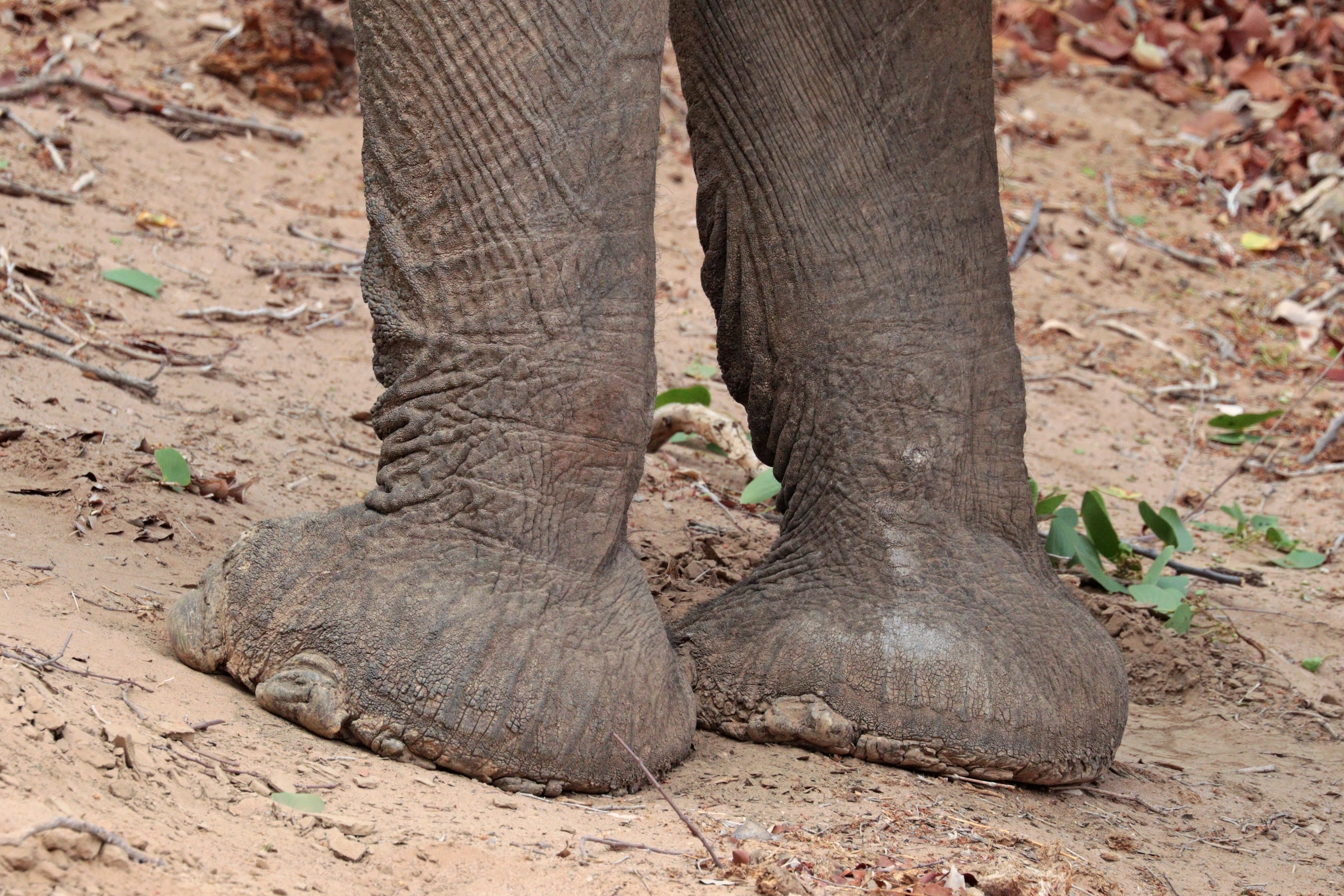
Cauda.

## Mali
Arte rupestre neolítica espalhada pelo Saara mostra que os elefantes estavam espalhados por grande parte do Norte da África naquela época. Hoje, eles estão restritos à área de Gourma, uma região remota do Mali ao sul de uma curva formada pelo rio Níger, perto de Timbuktu. Esses elefantes são os remanescentes de vários grupos que habitaram grandes áreas do Sahel até 1970, antes de serem em grande parte exterminados por caçadores ilegais. A população maliense, estimada em cerca de 400 indivíduos, realiza uma jornada migratória de 5.000km por ano, deslocando-se até 5.000km por dia. Os elefantes seguem uma rota no sentido anti-horário que os leva a passar por bebedouros temporários e permanentes. Eles permanecem nas partes do norte de sua área de distribuição até a chegada das chuvas em junho. Eles então seguem para o sul, movendo-se brevemente para o norte de Burkina Faso antes de seguirem para o norte novamente. Eles são esquivos e tendem a se isolar entre as acácias durante o dia, emergindo para beber e se alimentar à noite.
A WILD Foundation e a Save the Elephants são instituições de caridade de conservação que trabalharam com o governo do Mali para conservar esses elefantes. Alguns animais foram equipados com colares de GPS para rastrear seus movimentos e identificar os corredores que devem atravessar para completar sua jornada, de modo que suas rotas possam ser evitadas ao estabelecer novos assentamentos humanos. Os nômades tuaregues que vivem nesta região com seus rebanhos são tolerantes com os elefantes. Eles são filosóficos, afirmando que os elefantes comem as folhas mais altas de uma árvore, os camelos pastam nas laterais e as cabras pastam perto da base. Eles sabem quando os elefantes passarão por suas aldeias, visitando os lagos que também usam para dar água aos seus rebanhos. Hoje em dia, essas pessoas vivem vidas mais sedentárias, construindo cabanas, mantendo jardins, plantando pomares e cultivando gramíneas forrageiras nas margens dos lagos. Isso significa que há mais competição entre elefantes e humanos. Em 1997 foi criada uma iniciativa local, "Amigos dos Elefantes", que visa informar os moradores sobre a chegada prevista de elefantes em sua área. Também os incentiva a atuar como guias e a gerar rendimentos através do ecoturismo.
Durante uma seca prolongada em 1983, o governo do Mali transportou água para os elefantes. As chuvas falharam novamente em 2008 e, no ano seguinte, elefantes adultos estavam cavando para ter acesso à água bem abaixo da superfície, mas os filhotes não conseguiam alcançar a água com suas trombas e estavam morrendo. As instituições de caridade fizeram o que puderam, mas o estado debilitado dos animais tornou difícil ajudá-los.

## Comportamento
Esses elefantes desenvolveram certas adaptações à vida no deserto e tendem a ter pés relativamente mais largos, pernas mais longas e corpos menores do que outros elefantes africanos. Eles são herbívoros e sua dieta varia dependendo da época do ano. Eles podem caminhar até 70km à noite para encontrar bebedouros, o que é a causa de seus pés maiores. Durante a estação chuvosa, eles preferem brotos e folhas verdes frescas, mas durante a estação seca, eles se alimentam de plantas tolerantes à seca, como o espinheiro-camelo (Acacia erioloba), arbustos de mirra, mopane ou terebintina (Colophospermum mopane) e folhas e vagens da ana (Faidherbia albida). Elefantes machos adultos podem comer cerca de 250 quilos de forragem por dia e beba cerca de 160 litros d'água, mas podem ficar sem água por até três dias seguidos. Eles usam água, lama ou poeira para banhar ou cobrir a pele.

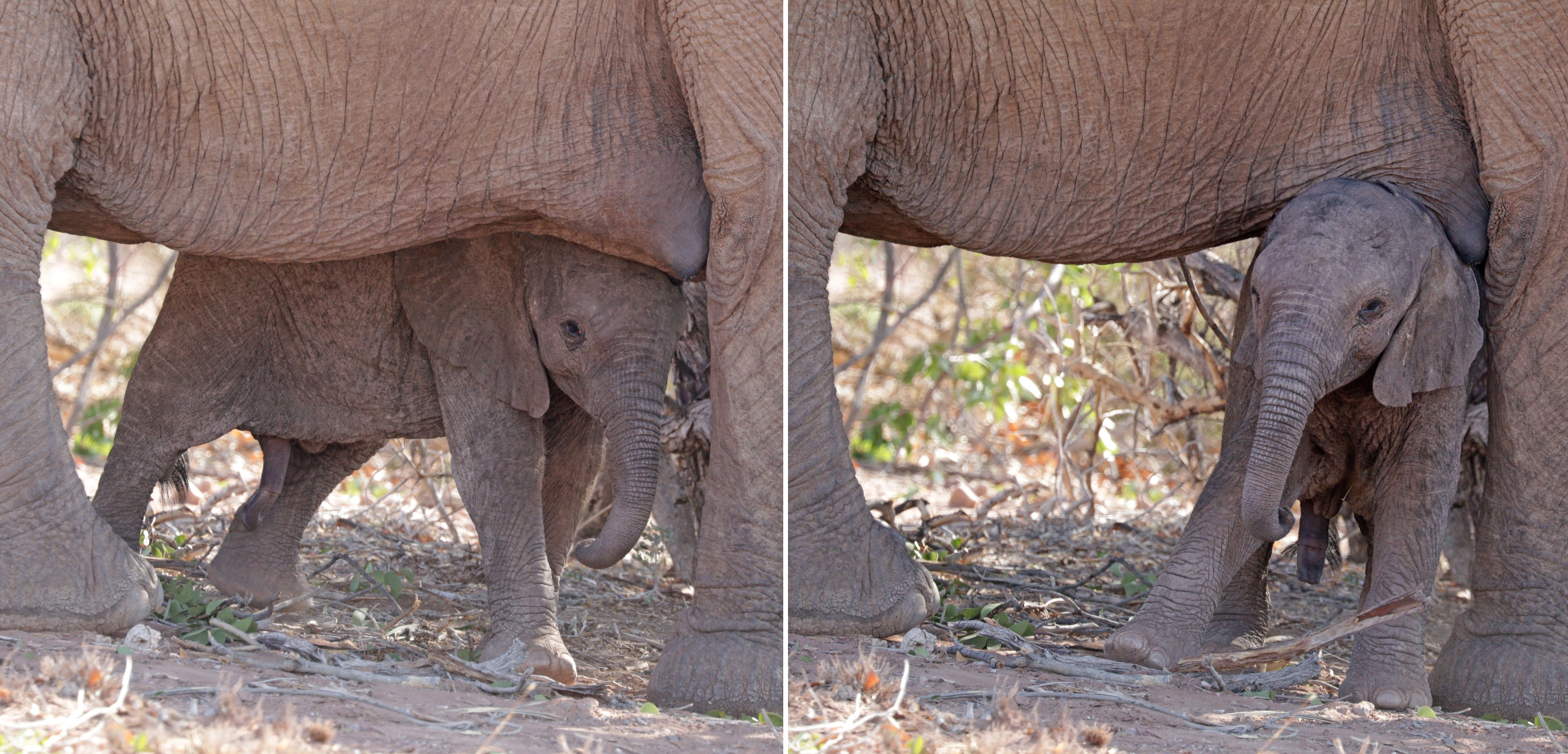
Macho muito jovem.
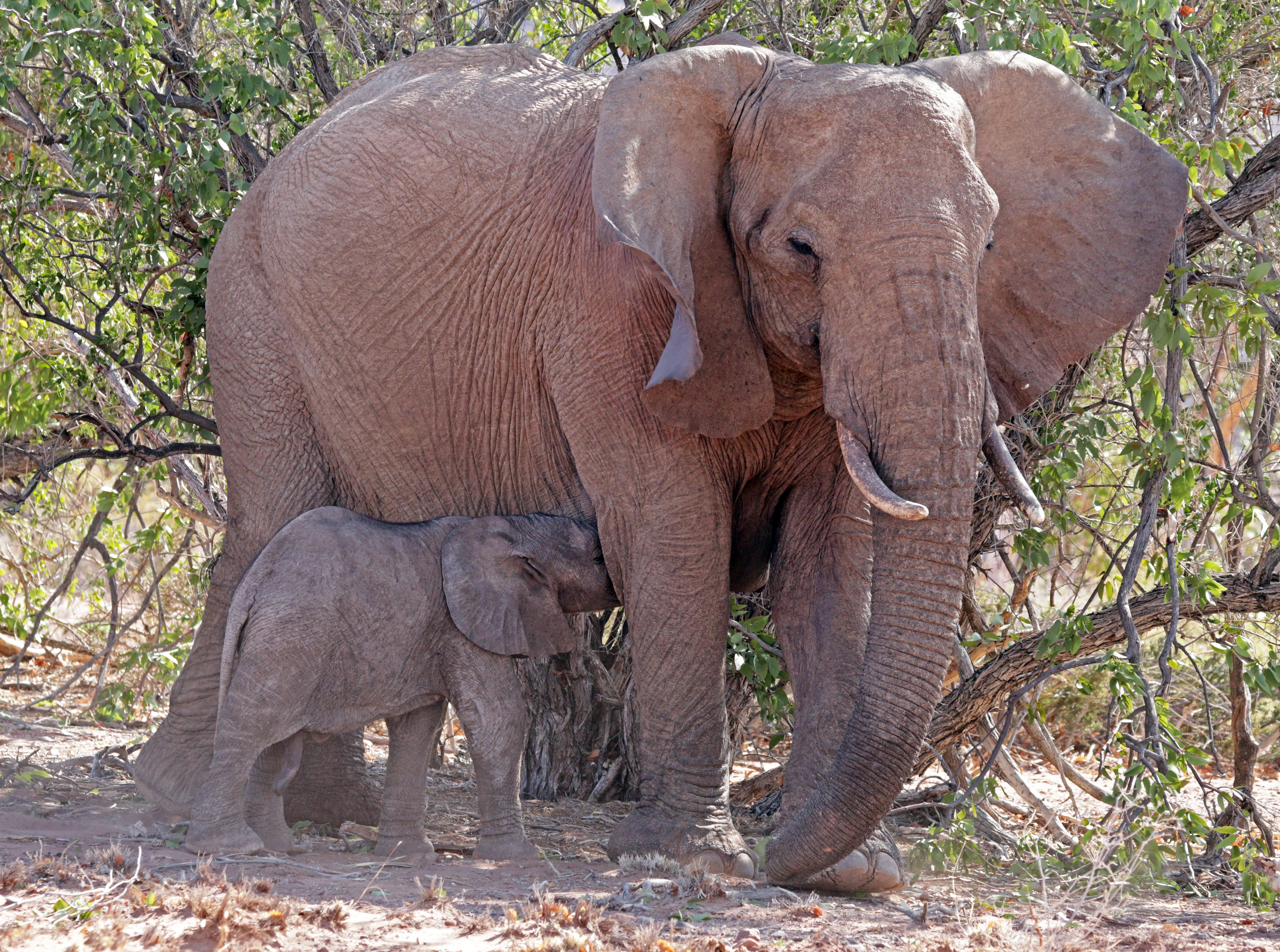
Jovem macho amamentando.
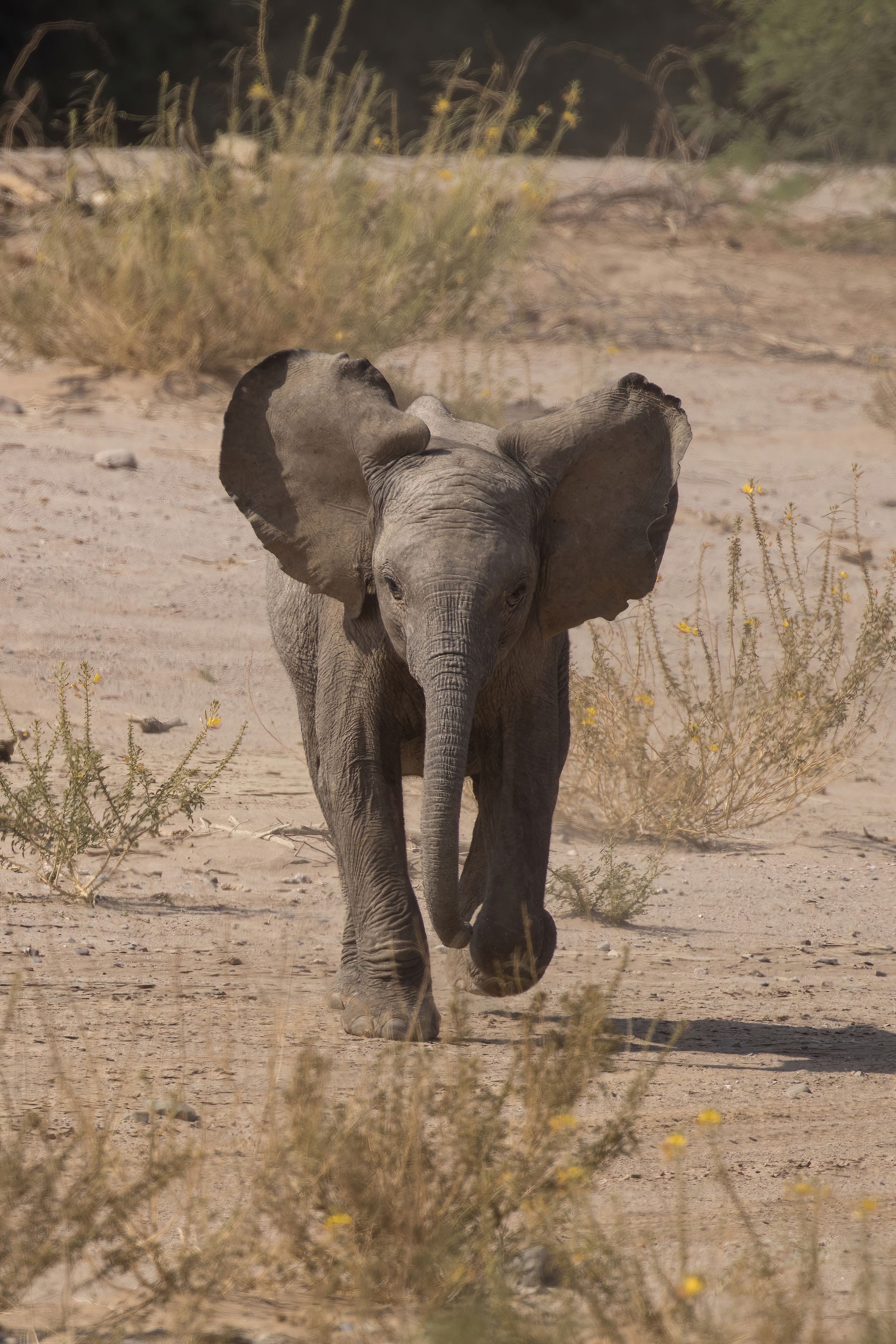
Carga juvenil (3 anos).
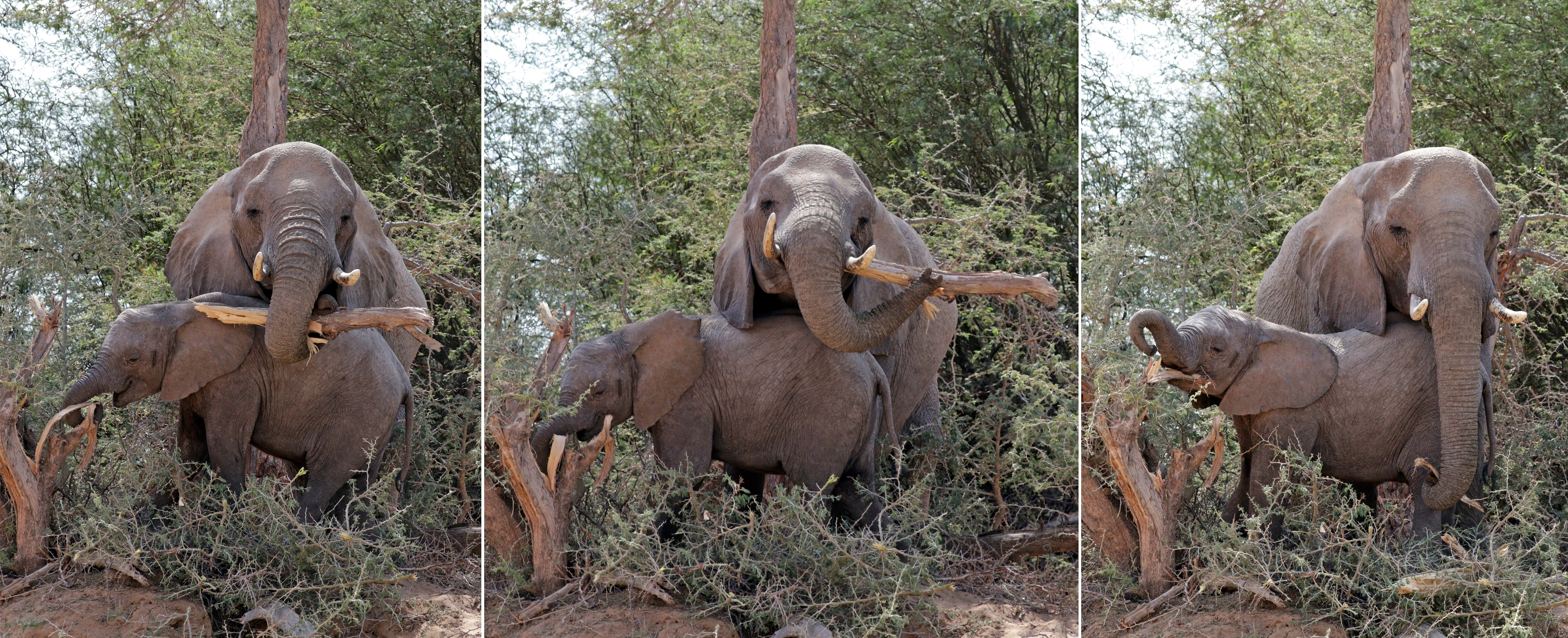
Fêmea e juvenil alimentando-se de casca.